# Sułkowo Polne
Sułkowo Polne – wieś sołecka w Polsce położona w województwie mazowieckim, w powiecie mławskim, w gminie Strzegowo.
Wierni Kościoła rzymskokatolickiego należą do parafii św. Mikołaja w Niedzborzu.
W latach 1975–1998 miejscowość administracyjnie należała do województwa ciechanowskiego.

## Historia
Już w 1349 roku pojawia się pierwsza wzmianka o istnieniu osady Sułkowo. Następne dokumenty pochodzą dopiero z 1403 roku, gdy dziedzicem wsi był Racibor z Sułkowa. Kilka lat później można znaleźć wzmianki o Wojciechu z Sułkowa, który był kuchmistrzem dworu książęcego, należał do majętnych rycerzy.
Od lat trzydziestych XV wieku głównym właścicielem był Stanisław z Sułkowa. Tenże w 1476 roku podzielił swój majątek między dwóch synów: Mikołaja i Wojciecha. Wtedy to Stanisław z Sułkowa przekazał synom obie wsie Sułkowe, co sugeruje istnienie dwóch wsi Sułkowo. W 1476 roku bracia, już po śmierci ojca, dzielą się Sułowem. Powstał wtedy dokument szczegółowo opisujący wieś i jej stosunki gospodarcze. Mianowicie Mikołaj wziął Sułkowo z siedliskiem i wszystkimi zabudowaniami po ojcu z gumnem, z połową grodzy tamże, z połową folwarku, połową gaju i 6 włókami osadników (kmieci), wziął też nowy Rybnik i młyn.
Wojciech zaś otrzymał w Sułkowie Siedlisko, dom leżący powyżej, półtorej włóki ziemi (włóki kmiecia Cichsza i ogrodu kowala Bąkowskiego) oraz 2 morgi za gumnem, połowę starego stawu i młyn, Rybnik nad Bielą z połową folwarku, gaju i grodzy oraz inne dobra. Mikołaj wziął ogrodników (zagrodników, ubogich kmieci) Chlota i Bartka, Wojciech zaś kowala i Niczka. Z tego tekstu można wywnioskować, że Mikołaj odziedziczył ziemię później zwaną Sułkowo Polne, a Wojciech Sułkowo Borowe. Zapewne synem Mikołaja z Sułkowa był Jan z Sułkowa podsędek ziemi zakrzeńskiej, w tym czasie dziedziczył tu również Jakub Sułkowski, stolnik płocki, żyjący na przełomie XV i XVI wieku.
Według spisu podatkowego z 1531 roku dziedziczyli tu: (Sułkowo Magna), wdowy Szczucka i Miączyńska, Chotomski i Jan Sułkowski sędzia grodzki płocki. Rodzina Sułkowskich dziedziczyła tu zapewne do XVIII wieku. Następnie Sułkowo stało się własnością rodziny Kwiatkowskich.
W 1827 roku było 19 domów i 162 mieszkańców. Według opisu wsi z drugiej połowy XIX wieku dziedzicem tych dóbr był Ignacy Kwiatkowski. Wieś należała do gminy Regimin. Była tu cegielnia i wiatrak. W 1890 roku było 12 domów i 222 mieszkańców. W skład dóbr poprzednio (przed uwłaszczeniem) wchodziły: Sułkowo, Budy Sułkowskie i Zpniapole. Folwark w 1885 roku liczył 712 mórg.
W 1921 roku w tej wsi było 12 domów i 72 mieszkańców. W miejscowym folwarku naliczono 2 domy i 43 mieszkańców. Właścicielem miejscowego folwarku była w okresie międzywojennym Genowefa Wolska, folwark liczył 235 ha.
Po roku 1945 nastąpiły parcelacje. Władza ludowa nadała ziemię licznym osadnikom tu przybyłym z terenów: Garwolina z Pomorza, z lubelskiego i z radomskiego. W czasie II wojny światowej została umocniona droga z Pokrytek i Niedzborza przez Sułkowo do Czeruch. W latach 70. pokryto kamienisty bruk asfaltem.